# 第180回国会
第180回国会（だい180かいこっかい）とは、2012年1月24日に召集された通常国会。当初の会期は2012年6月21日までの150日間であったが、社会保障・税一体改革関連法案の今国会中成立などを理由に9月8日まで79日間延長された。

## 概要
第179回国会の会期延長が困難となったため、東日本大震災からの復興財源確保法案を除き未成立となった重要法案の審議が焦点となった。
今国会運営中、民主党政権発足当時の公約に掲げられていた八ッ場ダムの建設凍結を撤回・再開及び4年間の政権運営中は増税しないとしていた消費税増税方針を打ち出したことが公約違反であるとして、これらに異を唱える若手議員の離党が相次いでおり、小沢一郎及び同氏率いる小沢グループは税制改革法案の衆院採決において反対票を投じたため除籍処分を受け、新党を結成した。
民主党政権発足の鳩山内閣以来政治主導方針のもと、内閣法制局長官は官僚であるとし、政府特別補佐人と認めていなかったが当国会から政府特別補佐人とすると方針転換の実際的措置をする。
本国会においては会期中に2度の内閣改造が行われたほか、民主党政権として初となる、内閣総理大臣の問責決議案が可決された（総理に対する問責は3例目）。

## 各党・会派の議席数
| 計480、2012年（平成24年）8月31日時点 - 民主党・無所属クラブ - 247 - 自由民主党・無所属の会 - 120 - 国民の生活が第一・きづな - 47 - 公明党 - 21 - 日本共産党 - 9 - 社会民主党・市民連合 - 6 - みんなの党 - 5 - 減税日本・平安 - 4 - 国民新党・無所属会 - 4 - 改革無所属の会 - 4 - 新党大地・真民主 - 3 - たちあがれ日本 - 2 - 無所属 - 7 （議長：横路孝弘、副議長：衛藤征士郎を含む） - 欠員 - 1 | 計242、2012年（平成24年）8月3日時点 - 民主党・新緑風会 - 88 - 自由民主党・たちあがれ日本・無所属の会 - 87 - 公明党 - 19 - 国民の生活が第一 - 12 - みんなの党 - 11 - 日本共産党 - 6 - みどりの風 - 4 - 社会民主党・護憲連合 - 4 - 国民新党 - 3 - 新党改革 - 2 - 新党大地・真民主 - 2 - 無所属 - 4 （議長：平田健二、副議長：尾辻秀久を含む） |

## 主な審議議案

### 衆法（衆議院議員提出法律案）
| 提出回次 | 議案件名 | 結果 | 備考 |
| -------- | --- | ---- | ---- |
| 180      | 国家公務員の給与の改定及び臨時特例に関する法律案                                                                                              | 成立 |      |
| 180      | 国会議員の秘書の給与等に関する法律の一部を改正する法律の一部を改正する法律案                                                                  | 成立 |      |
| 180      | 特殊土壌地帯災害防除及び振興臨時措置法の一部を改正する法律案                                                                                  | 成立 |      |
| 180      | 東日本大震災の被災者に対する援助のための日本司法支援センターの業務の特例に関する法律案                                                        | 成立 |      |
| 180      | 豪雪地帯対策特別措置法の一部を改正する法律案                                                                                                  | 成立 |      |
| 180      | 郵政民営化法等の一部を改正する等の法律案 | 成立 |      |
| 180      | 国等による障害者就労施設等からの物品等の調達の推進等に関する法律案                                                                            | 成立 |      |
| 180      | 国会議員の歳費及び期末手当の臨時特例に関する法律案                                                                                            | 成立 |      |
| 180      | 死因究明等の推進に関する法律案 | 成立 |      |
| 180      | 警察等が取り扱う死体の死因又は身元の調査等に関する法律案                                                                                      | 成立 |      |
| 180      | 過疎地域自立促進特別措置法の一部を改正する法律案                                                                                              | 成立 |      |
| 180      | 国立国会図書館法の一部を改正する法律案 | 成立 |      |
| 180      | 原子力規制委員会設置法案 | 成立 |      |
| 180      | 離島振興法の一部を改正する法律案 | 成立 |      |
| 180      | ホームレスの自立の支援等に関する特別措置法の一部を改正する法律案                                                                              | 成立 |      |
| 180      | 養ほう振興法の一部を改正する法律案 | 成立 |      |
| 180      | 社会保障制度改革推進法案 | 成立 |      |
| 180      | 就学前の子どもに関する教育、保育等の総合的な提供の推進に関する法律の一部を改正する法律案                                                      | 成立 |      |
| 180      | 大都市地域における特別区の設置に関する法律案                                                                                                  | 成立 |      |
| 180      | 古典の日に関する法律案 | 成立 |      |
| 180      | カネミ油症患者に関する施策の総合的な推進に関する法律案                                                                                        | 成立 |      |
| 180      | 動物の愛護及び管理に関する法律の一部を改正する法律案                                                                                          | 成立 |      |
| 180      | 特定フィブリノゲン製剤及び特定血液凝固第IX因子製剤によるC型肝炎感染被害者を救済するための給付金の支給に関する特別措置法の一部を改正する法律案 | 成立 |      |
| 180      | 母子家庭の母及び父子家庭の父の就業の支援に関する特別措置法案                                                                                  | 成立 |      |

### 参法（参議院議員提出法律案）
| 提出回次 | 議案件名 | 結果 | 備考 |
| -------- | --- | ---- | ---- |
| 180      | 鳥獣による農林水産業等に係る被害の防止のための特別措置に関する法律の一部を改正する法律案                                             | 成立 |      |
| 180      | 劇場、音楽堂等の活性化に関する法律案                                                                                                 | 成立 |      |
| 180      | 東京電力原子力事故により被災した子どもをはじめとする住民等の生活を守り支えるための被災者の生活支援等に関する施策の推進に関する法律案 | 成立 |      |
| 180      | 消費者教育の推進に関する法律案 | 成立 |      |
| 180      | 消費者基本法の一部を改正する法律案                                                                                                   | 成立 |      |
| 180      | 中小企業等協同組合法の一部を改正する法律案                                                                                           | 成立 |      |
| 180      | 移植に用いる造血幹細胞の適切な提供の推進に関する法律案                                                                               | 成立 |      |

### 閣法（内閣提出法律案）
| 提出回次 | 議案件名 | 結果 | 備考 |
| -------- | --- | ---- | ---- |
| 174      | 労働者派遣事業の適正な運営の確保及び派遣労働者の就業条件の整備等に関する法律等の一部を改正する法律案                         | 成立 |      |
| 177      | 特定多国籍企業による研究開発事業等の促進に関する特別措置法案                                                                 | 成立 |      |
| 177      | 裁判官の報酬等に関する法律の一部を改正する法律案                                                                             | 成立 |      |
| 177      | 検察官の俸給等に関する法律の一部を改正する法律案                                                                             | 成立 |      |
| 179      | 東日本大震災による被害を受けた合併市町村に係る地方債の特例に関する法律の一部を改正する法律案                                 | 成立 |      |
| 179      | 裁判所法の一部を改正する法律案                                                                                               | 成立 |      |
| 180      | 東日本大震災に対処するための平成二十三年度分の地方交付税の総額の特例等に関する法律の一部を改正する法律案                     | 成立 |      |
| 180      | 特別会計に関する法律の一部を改正する法律案                                                                                   | 成立 |      |
| 180      | 中小企業者等に対する金融の円滑化を図るための臨時措置に関する法律の一部を改正する法律案                                       | 成立 |      |
| 180      | 銀行等の株式等の保有の制限等に関する法律の一部を改正する法律案                                                               | 成立 |      |
| 180      | 保険業法等の一部を改正する法律案                                                                                             | 成立 |      |
| 180      | 裁判所職員定員法の一部を改正する法律案                                                                                       | 成立 |      |
| 180      | 租税特別措置法等の一部を改正する法律案                                                                                       | 成立 |      |
| 180      | 現下の厳しい雇用情勢に対応して労働者の生活及び雇用の安定を図るための雇用保険法及び特別会計に関する法律の一部を改正する法律案 | 成立 |      |
| 180      | 児童手当法の一部を改正する法律案                                                                                             | 成立 |      |
| 180      | 地方税法及び国有資産等所在市町村交付金法の一部を改正する法律案                                                               | 成立 |      |
| 180      | 地方交付税法等の一部を改正する法律案                                                                                         | 成立 |      |
| 180      | 関税定率法等の一部を改正する法律案                                                                                           | 成立 |      |
| 180      | 地域再生法の一部を改正する法律案                                                                                             | 成立 |      |
| 180      | 構造改革特別区域法の一部を改正する法律案                                                                                     | 成立 |      |
| 180      | 在外公館の名称及び位置並びに在外公館に勤務する外務公務員の給与に関する法律の一部を改正する法律案                             | 成立 |      |
| 180      | 国民健康保険法の一部を改正する法律案                                                                                         | 成立 |      |
| 180      | 株式会社農林漁業成長産業化支援機構法案                                                                                       | 成立 |      |
| 180      | 自転車競技法及び小型自動車競走法の一部を改正する法律案                                                                       | 成立 |      |
| 180      | 都市再生特別措置法の一部を改正する法律案                                                                                     | 成立 |      |
| 180      | 福島復興再生特別措置法案 | 成立 |      |
| 180      | 沖縄振興特別措置法の一部を改正する法律案                                                                                     | 成立 |      |
| 180      | 沖縄県における駐留軍用地の返還に伴う特別措置に関する法律の一部を改正する法律案                                               | 成立 |      |
| 180      | 災害時における石油の供給不足への対処等のための石油の備蓄の確保等に関する法律等の一部を改正する法律案                         | 成立 |      |
| 180      | 消費者安全法の一部を改正する法律案                                                                                           | 成立 |      |
| 180      | 不正アクセス行為の禁止等に関する法律の一部を改正する法律案                                                                   | 成立 |      |
| 180      | 特定産業廃棄物に起因する支障の除去等に関する特別措置法の一部を改正する法律案                                                 | 成立 |      |
| 180      | 海上運送法の一部を改正する法律案                                                                                             | 成立 |      |
| 180      | 海洋汚染等及び海上災害の防止に関する法律等の一部を改正する法律案                                                             | 成立 |      |
| 180      | 船員法の一部を改正する法律案                                                                                                 | 成立 |      |
| 180      | 競馬法の一部を改正する法律案                                                                                                 | 成立 |      |
| 180      | 都市の低炭素化の促進に関する法律案                                                                                           | 成立 |      |
| 180      | 海上保安庁法及び領海等における外国船舶の航行に関する法律の一部を改正する法律案                                               | 成立 |      |
| 180      | 暴力団員による不当な行為の防止等に関する法律の一部を改正する法律案                                                           | 成立 |      |
| 180      | 株式会社企業再生支援機構法の一部を改正する法律案                                                                             | 成立 |      |
| 180      | 特定商取引に関する法律の一部を改正する法律案                                                                                 | 成立 |      |
| 180      | 消防法の一部を改正する法律案                                                                                                 | 成立 |      |
| 180      | 国有林野の有する公益的機能の維持増進を図るための国有林野の管理経営に関する法律等の一部を改正する等の法律案                   | 成立 |      |
| 180      | 中小企業の海外における商品の需要の開拓の促進等のための中小企業の新たな事業活動の促進に関する法律等の一部を改正する法律案     | 成立 |      |
| 180      | 新型インフルエンザ等対策特別措置法案                                                                                         | 成立 |      |
| 180      | 地方自治法の一部を改正する法律案                                                                                             | 成立 |      |
| 180      | 著作権法の一部を改正する法律案                                                                                               | 成立 |      |
| 180      | 高年齢者等の雇用の安定等に関する法律の一部を改正する法律案                                                                   | 成立 |      |
| 180      | 使用済小型電子機器等の再資源化の促進に関する法律案                                                                           | 成立 |      |
| 180      | 金融商品取引法等の一部を改正する法律案                                                                                       | 成立 |      |
| 180      | 地域社会における共生の実現に向けて新たな障害保健福祉施策を講ずるための関係法律の整備に関する法律案                           | 成立 |      |
| 180      | 労働契約法の一部を改正する法律案                                                                                             | 成立 |      |
| 180      | 社会保障の安定財源の確保等を図る税制の抜本的な改革を行うための消費税法等の一部を改正する等の法律案                           | 成立 |      |
| 180      | 社会保障の安定財源の確保等を図る税制の抜本的な改革を行うための地方税法及び地方交付税法の一部を改正する法律案                 | 成立 |      |
| 180      | 公的年金制度の財政基盤及び最低保障機能の強化等のための国民年金法等の一部を改正する法律案                                     | 成立 |      |
| 180      | 子ども・子育て支援法案 | 成立 |      |
| 180      | 子ども・子育て支援法及び総合こども園法の施行に伴う関係法律の整備等に関する法律案                                             | 成立 |      |
| 180      | 被用者年金制度の一元化等を図るための厚生年金保険法等の一部を改正する法律案                                                   | 成立 |      |
| 180      | 災害対策基本法の一部を改正する法律案                                                                                         | 成立 |      |
| 180      | 特定タンカーに係る特定賠償義務履行担保契約等に関する特別措置法案                                                             | 成立 |      |

### 予算
| 提出回次 | 議案件名                                  | 結果 | 備考 |
| -------- | ----------------------------------------- | ---- | ---- |
| 180      | 平成二十三年度一般会計補正予算（第4号）   | 成立 |      |
| 180      | 平成二十三年度特別会計補正予算（特第4号） | 成立 |      |
| 180      | 平成二十四年度一般会計予算                | 成立 |      |
| 180      | 平成二十四年度特別会計予算                | 成立 |      |
| 180      | 平成二十四年度政府関係機関予算            | 成立 |      |
| 180      | 平成二十四年度一般会計暫定予算            | 成立 |      |
| 180      | 平成二十四年度特別会計暫定予算            | 成立 |      |
| 180      | 平成二十四年度政府関係機関暫定予算        | 成立 |      |

### 条約
| 提出回次 | 議案件名                                                   | 結果     | 備考 |
| -------- | ---------------------------------------------------------- | -------- | ---- |
| 180      | 欧州復興開発銀行を設立する協定の改正                       | 両院承認 |      |
| 180      | 偽造品の取引の防止に関する協定                             | 両院承認 |      |
| 180      | 二千六年の海上の労働に関する条約                           | 両院承認 |      |
| 180      | 千九百九十四年の関税及び貿易に関する一般協定の譲許表の修正 | 両院承認 |      |

## 今国会の動き

### 召集前

#### 2011年
- 12月9日 - 第179回国会が閉会
- 12月24日
  - 2012年度予算案が閣議決定
  - 民主党の中島政希衆院議員が離党届を提出[4]
- 12月28日
  - 公約違反を不服として民主党の斎藤恭紀・内山晃衆院議員をはじめとする9名が離党届を提出[4]
  - 新政党『大地・真民主党』が設立される。
  - 民主党の横峯良郎参院議員が離党届を提出し、大地・真民主党に移籍[5]

#### 2012年
- 1月4日
  - 民主党を離反した衆院議員9名による新政党『新党きづな』が設立される。
  - 民主党の大石尚子参議院議員が死去
- 1月5日 - 大地・真民主党が『新党大地・真民主』に改称。
- 1月13日 - 野田第1次改造内閣が発足。

### 会期中

#### 1月
- 24日 - 開会式。野田内閣総理大臣の施政方針演説等を始めとする閣僚による政府四演説実施[6]。
- 26日～30日 - 衆議院及び参議院本会議にて代表質問を施行。
- 31日 - 衆議院予算委員会にて、平成23年度第4次補正予算の審議入り[7]。

#### 2月
- 3日 - 衆議院本会議にて平成23年度第4次補正予算案を可決、参議院に送付[8]。
- 8日 - 参議院本会議にて平成23年度第4次補正予算案を可決、成立[9]。
- 29日 - 国家公務員の給与の改定及び臨時特例に関する法律が成立[10]。

#### 3月
- 8日 - 衆議院本会議にて平成24年度予算案を可決、参議院に送付[11]。
- 23日 - 参議院本会議で「北朝鮮による「人工衛星」の打ち上げ発表に抗議し強く自制を求める決議」を全会一致で可決[12]。
- 30日
  - 衆参両院で4月1日から4月6日までの平成24年度暫定予算案を審議し、両院で可決し成立。平成24年度予算案の平成23年度中の成立が不可能になったための措置[13]。
  - 特別会計法、地方税法、地方交付税法、関税定率法の改正案が成立し「東日本大震災復興特別会計」が新年度（4月1日）から施行するための環境が整う[14]。
  - 沖縄振興特別措置法改正案と沖縄県における駐留軍用地の返還に伴う特別措置に関する法律の改正案が成立。これにより沖縄振興特別措置法の有効期限が平成34年（2022年）度末まで延長される[15]。

#### 4月
- 5日 - 参議院本会議で平成24年度予算案が否決。両院で議決が異なったため両院協議会が開かれたが成案が得られずに終了、日本国憲法第60条（衆議院の優越）の規定に基づき平成24年度予算案が成立[16][17]。
- 12日 - 衆議院本会議で「北朝鮮による「人工衛星」の打ち上げ発表に抗議し発射中止を求める決議」を全会一致で可決[18]。
- 13日 - この日に北朝鮮が「人工衛星」と称するロケット（日本政府は弾道ミサイルと認識）を発射。これを受け、衆議院本会議で「北朝鮮による「人工衛星」打ち上げに抗議する決議」が提案され、全会一致で可決される[19]。
- 16日 - 参議院本会議で「北朝鮮による弾道ミサイル発射に抗議する決議」が全会一致で可決される[20]。
- 18日 - 田中直紀防衛相及び前田武志国土交通相の問責決議案を自民党が提出。翌19日より自民党は国会審議の全面拒否に入る[21]。
- 20日 - 田中防衛相及び前田国交相の問責決議案が参議院本会議で可決[22]。

#### 6月
- 4日 - 野田第2次改造内閣が発足。
- 21日 - 午後の衆議院本会議にて会期を79日間延長することが与党の賛成多数により議決される。
- 26日 - 消費税増税を含む社会保障・税一体改革関連法案が衆議院を通過。民主党からは、消費税増税に反対する鳩山由紀夫元首相及び小沢一郎のグループを中心とする57名は反対、16名が欠席[23]。

#### 7月
- 2日 - 消費税増税法案に反対票を投じた、小沢一郎以下民主党の衆議院議員40名、参議院議員12名が離党届を提出。
- 5日 - 小沢一郎らが新会派国民の生活が第一を衆議院37名、参議院12名で結成[24]。
- 18日 - 民主党の中津川博郷衆院議員が離党届を提出。

#### 8月
- 7日 - 国民の生活が第一・みんなの党をはじめとする野党7党が野田首相の問責決議案を参議院へ、内閣不信任決議案を衆議院へそれぞれ提出。
- 8日 - 消費税増税法案の取り扱い等を巡り首相と自民党の谷垣総裁と公明党の山口代表が国会内で会談を実施。この後、自民党は独自に準備していた首相の問責決議案と内閣不信任案の提出を当面見送ることを決定した[25]
- 9日 - 衆議院本会議にて野党が提出した内閣不信任案が否決。鳩山由紀夫は会議を欠席した[26]。
- 10日 - 午後の参議院本会議にて消費税増税関連法案が成立[27]。
- 29日 - 夜の参議院本会議で野田佳彦首相に対する問責決議案が野党の賛成多数で可決。公明党は採決を棄権した。

#### 9月
- 8日 - 会期末。

## 常任委員長
| 委員長名           | 氏名       | 政党名     |
| ------------------ | ---------- | ---------- |
| 内閣委員長         | 荒井聰     | 民主党     |
| 総務委員長         | 原口一博   | 民主党     |
| 法務委員長         | 小林興起   | 民主党     |
| 外務委員長         | 田中眞紀子 | 民主党     |
| 財務金融委員長     | 海江田万里 | 民主党     |
| 文部科学委員長     | 石毛鍈子   | 民主党     |
| 厚生労働委員長     | 池田元久   | 民主党     |
| 農林水産委員長     | 吉田公一   | 民主党     |
| 経済産業委員長     | 中山義活   | 民主党     |
| 国土交通委員長     | 伴野豊     | 民主党     |
| 環境委員長         | 生方幸夫   | 民主党     |
| 安全保障委員長     | 東祥三     | 民主党     |
| 国家基本政策委員長 | 田中慶秋   | 民主党     |
| 予算委員長         | 中井洽     | 民主党     |
| 決算行政監視委員長 | 新藤義孝   | 自由民主党 |
| 議院運営委員長     | 高木義明   | 民主党     |

| 委員長名       | 氏名       | 政党名     |
| -------------- | ---------- | ---------- |
| 内閣委員長     | 芝博一     | 民主党     |
| 総務委員長     | 藤末健三   | 民主党     |
| 法務委員長     | 西田実仁   | 公明党     |
| 外交防衛委員長 | 福山哲郎   | 民主党     |
| 財政金融委員長 | 尾立源幸   | 民主党     |
| 文教科学委員長 | 野上浩太郎 | 自由民主党 |
| 厚生労働委員長 | 小林正夫   | 民主党     |
| 農林水産委員長 | 小川勝也   | 民主党     |
| 経済産業委員長 | 前川清成   | 民主党     |
| 国土交通委員長 | 岡田直樹   | 自由民主党 |
| 環境委員長     | 松村祥史   | 自由民主党 |
| 基本政策委員長 | 鈴木政二   | 自由民主党 |
| 予算委員長     | 石井一     | 民主党     |
| 決算委員長     | 山本順三   | 自由民主党 |
| 行政監視委員長 | 福岡資麿   | 自由民主党 |
| 議院運営委員長 | 鶴保庸介   | 自由民主党 |
| 懲罰委員長     | 今野東     | 民主党     |